# Lewis Carroll
Lewis Carroll, s pravim imenom Charles Lutwidge Dodgson (/ˈtʃɑːrlz ˈlʌtwɪdʒ ˈdɒdsən/), angleški književnik, matematik, filozof, logik, fotograf in diakon,  *27. januar 1832, Daresbury, Združeno kraljestvo, †14. januar 1898, Guildford, Združeno kraljestvo.
Carrollovo najbolj znano delo je fantazijski roman Alica v čudežni deželi.

## Življenje
Charles Lutwidge Dodgson je bil rojen 27. januarja leta 1832 v župnišču Daresbury v severno-zahodni angleški grofiji Cheshire. Charles je bil tretji otrok in najstarejši sin anglikanskega duhovnika Charlesa Dodgsona in Frances Jane Lutwidge. Zakonca sta se poročila leta 1827 ter v svojem skupnem življenju imela enajst otrok. Družina je bila tesno povezana in Charles je bil s tremi brati in sedmimi sestrami tudi kasneje v stiku. Že kot otrok je pisal gledališke igre in pravljice, zanimal se je tudi za matematiko, logaritme ter uganke. Za začetni pouk in vzgojo v družini sta skrbela oče in mati, zato otrokom prva leta ni bilo treba obiskovati šole. Ko je bil star devet let, se je družina preselila v yorkshirsko mestece Croft. Tedaj niso več živeli na samem, župnišče je bilo mnogo prostornejše in lahko so si tudi privoščili služinčad. Pri dvanajstih se je moral Charles posloviti od doma in začeti svoje redno izobraževanje na Richmondski klasični gimnaziji. Čeprav se dotlej še nikoli ni za daljši čas ločil od domačih, se je kmalu privadil življenju v šoli z dvema učilnicama in 120 učenci. Izkazal se je za bistrega in prizadevnega učenca, izjemne rezultate pa je dosegal pri najljubšem predmetu – matematiki. Charles je začel pisati in sestavljati svoj prvi družinski literarni list v letu 1845, ko je imel 13 let. Naslovil ga je Koristna in poučna poezija (Useful and Instructive Poetry). 
23. maja 1850 se je Charles Lutwidge Dodgson vpisal na Christ Church, enega najstarejših kolegijev Univerze v Oxfordu, kjer je kasneje tudi predaval matematiko od leta 1855 do 1881. Leta 1861 je postal anglikanski diakon. Ljubiteljsko se je ukvarjal tudi s fotografiranjem. Poleg uspešnic Alica v čudežni deželi in Alica v ogledalu je napisal še kratek alegorični dialog o osnovah logike z naslovom Kaj je želva rekla Ahilu?. Umrl je leta 1898 zaradi pljučnice.

## Alica v čudežni deželi
Knjiga Alica v čudežni deželi je izšla leta 1865 v času vladavine slovite kraljice |Viktorije. Alica, ena od treh sester Liddell, je nekega dne Carrolla prosila, naj ji pove zgodbo. »Imel je neverjetno neskončno zalogo teh fantastičnih pripovedi, ki si jih je sproti izmislil. Včasih so se začele na stari osnovi, vendar so se razvile v nove zgodbe s frekventnimi prekinitvami, ki so odprle mnogo svežih in nepredstavljivih možnosti….za nas je bila koliba palača vilinskega kralja. In piknik je bila pojedina na našo čast« se je spominjala Alice Liddell. (Cohen 1995, str. 86) Tako je nastala Alica v čudežni deželi, ki jo je avtor kasneje na željo Alice Liddell tudi zapisal. 

### Nonsens v knjigi
Alica v čudežni deželi je literarno besedilo, ki ga označimo z besedo nonsens, ne-smisel. To knjigo so literarni strokovnjaki uvrstili v novo literarno zvrst, ki so jo poimenovali »nesmiselna literatura« oziroma »nonsens«. Primer nonsensa se pojavi med drugim tudi v citatu: »…zajčja luknja…se je iznenada spustila strmo navzdol…Alica je že začutila, da pada kot v nekakšen silno globok vodnjak….ko je padala mimo neke police, je pograbila kozarec…Dol. Dol. Dol. Se to padanje ne bo nikoli nehalo?...Tresk!« . Carroll ta prizor opisuje na treh straneh in ravno to počasno padanje je vsebinski nonsens. Naše znanje o fizikalnem prostem padu mu odvzema pomen. Alica pada dalj, kakor je realistično možno glede na zakone gravitacije.

### Logične uganke
Ko se Alica približa nori čajanki, ki jo sestavljajo Marčni zajec, Nori klobučar in Polh, ki sedijo ob veliki mizi pod drevesom, ji prva dva pravita, da ni prostora. Morda sta želela povedati, da ni prostora oziroma sobe, torej da je Alica zunaj in ne znotraj, morda pa na čajanki ni bila zaželena.
Zajec ji ponudi vino, a potem prizna, da vina ni. Nori klobučar ji nato zastavi uganko, ki je nerešljiva, glasi pa se: “Zakaj je krokar podoben pisalni mizi?” Tudi Lewis Carroll ni poznal odgovora na to vprašanje. 
»Izvolite še čaja!« ponudi kar se da resno zajec Alici. 
»Saj ga še sploh nisem dobila!« ga užaljeno zavrne Alica. »Kako naj ga potem še vzamem?« 
»S tem hočeš reči, da ga ne moreš vzeti manj,« tveze klobučar, »da ga vzameš več ko nič, pa ni težko.«
V Alice in Many Tongues je Warren Weaver leta 1964 napisal: »Alica v čudežni deželi sta v bistvu dve knjigi: knjiga za otroke in knjiga za odrasle. Njena privlačnost, njena fantazija, njen humor in njena logika delujejo na dveh nivojih. Vem, da se odrasli sprašujejo, zakaj in kako je Alica lahko všeč otrokom. Domnevam, da se tudi otroci sprašujejo, zakaj jo imajo radi odrasli.« Otroke v Alici naj bi privlačila predvsem zgodba z zanimivimi dogodki in bitji. Odraslim pa je zanimiva zaradi logičnih ugank.
Kritiki so se že od nekdaj ukvarjali s Carrollovo Alico v čudežni deželi ter v njej iskali takšne in drugačne pomene. Carroll je že sam odgovarjal na podobno vprašanje. Zakaj? Njegov odgovor je bil, da Zakaj? Pomen te knjige ne more biti podan z besedami, prav tako ni nobene potrebe po tem, da bi bil. .

## Kaj je želva rekla Ahilu?
Kaj je želva rekla Ahilu je kratek alegorični dialog o osnovah logike, ki ga je Carroll napisal leta 1895 za filozofski časopis Mind. V Carrollovem dialogu želva izzove Ahila, naj s pomočjo logike in enostavnega deduktivnega sklepanja reši zastavljeni problem. Na koncu Ahilu spodleti, saj ga pametna želva zapelje v neskončno regresijo.
Pogovor se začne z analizo naslednjega logičnega argumenta:
A: "Stvari, ki so enake samim sebi, so si med seboj enake" (Evklidsko razmerje)
B: "Dve strani tega trikotnika sta stvari, ki sta sami sebi enaki"
Torej velja, Z: "dve strani tega trikotnika sta si med seboj enaki "
Želva vpraša Ahila, ali sklep logično izhaja iz predpostavk in Ahil odgovori, da to očitno velja. Nato želva Ahila vpraša, ali bi lahko obstajal bralec Evklida, ki bi sprejel, da je sklep logično veljaven, ne da bi sprejel, da sta A in B pravilna. Ahil sprejme, da bi tak bralec lahko obstajal in bi lahko trdil, da če sta A in B skupaj pravilna, potem mora biti Z tudi pravilen, ne da bi pri tem sprejel, da sta A in B posamično pravilna (tak bralec bi torej zanikal predpostavke).
Lewis Carroll je pokazal, da obstaja problem regresije, ki izhaja iz dedukcije modus ponens.
P → Q , P ∴ Q
Z besedami: predpostavka P (je pravilna) sledi Q (je pravilen), in bo danem P, iz tega sledi Q.
Problem regresije nastane zato, ker je za razlago logičnega načela, v tem primeru načela modus ponens, potrebno predhodno opredeljeno načelo, in ko razložimo to načelo, je spet potrebno novo načelo, da ga razloži. Če vzročno posledično verigo nadaljujemo, dokazovanje pade v neskončno regresijo. Toda, če uvedemo formalni sistem, kjer je modus ponens zgolj pravilo sklepanja, ki ga opredeljuje sistem, potem ga lahko upoštevamo samo zato, ker tako pač je. Na primer, šah ima posebna pravila, ki jih morajo igralci preprosto upoštevati brez spraševanja, saj predstavljajo osnovno ogrodje igre, ki brez njih ne bi delovala. Na podoben način je formalni sistem logike določen s pravili, ki jih moramo po definiciji enostavno upoštevati, brez dvomov in spraševanja. Kadar imamo opredeljen tak formalni sistem logike, to ustavi neskončno regresijo, oziroma z drugimi besedami, neskončna regresija se ustavi pri samih aksiomih ali pravilih dane igre, oziroma sistema.
V propozicijski logiki je logična posledica opredeljena na naslednji način:
Iz P sledi Q, če in samo če je predpostavka in ni P ali Q tavtologija.
Modus ponens, ∧ (P → Q) ⇒ Q, je torej veljaven logični sklep po definiciji pravkar navedene logične posledice. Prikaz (demonstracija) logične posledice se enostavno prevede v dokazovanje, da iz tabele sestavljenih resnic izhaja tavtologija. Toda želva ne sprejme slepo pravil propozicijske logike, na kateri temelji ta razlaga. Namesto tega zahteva, da so tudi ta pravila podvržena logičnemu dokazovanju. Želva in Ahil se ne strinjata o nobeni definiciji logičnega sklepanja.
Poleg tega zgodba sama nakazuje tudi na probleme propozicijskih rešitev. V okviru sistema propozicijske logike noben predlog ali spremenljivka nima semantične vsebine. V trenutku, ko bi predlog ali spremenljivka pridobila semantično vsebino, se spet pojavi problem, saj se semantična vsebina nahaja izven sistema. Če torej trdimo, da rešitev deluje, potem velja, da deluje samo v okviru danega formalnega sistema, in ne drugače.